# Leone Nakarawa
Leone Nakawara (Tavua, 2 aprile 1988) è un rugbista a 15 e rugbista a 7 figiano, che gioca principalmente nel ruolo di seconda linea ma può giocare come terza linea del Ulster in Pro14 e della nazionale delle Figi. Egli è anche un giocatore di rugby a 7, disciplina in cui rappresenta la nazionale figiana con la quale ha vinto la medaglia d'oro alle Olimpiadi di Rio de Janeiro del 2016.

## Biografia
Nakawara è nato nel villaggio di Tavua nella Provincia di Ba. Impegnato nei campionati nazionali con il Suva, già nel 2009 venne convocato in nazionale e nel 2011 partecipò al mondiale; giocò tutte le quattro partite del girone segnando un meta.
Nel 2013 fu ingaggiato da Glasgow Warriors e nei suoi tre anni in Scozia vinse il torneo Pro12 nella cui finale fu nominato miglior giocatore in campo. Nel 2015 partecipò al suo secondo mondiale e nell'estate 2016 venne convocato nella nazionale figiana di rugby a 7 per le Olimpiadi di Rio. L'esperienza olimpica si concluse con la prima medaglia d'oro nella storia delle Figi.
Tornato dal Brasile si trasferì in Francia al Racing 92. Con i parigini dimostrò grande fiuto per la meta tanto che in tre anni marcò 23 mete nonostante il ruolo di seconda linea. Raggiunse la finale di Champios Cup 2017-18 e venendo nominato miglior giocatore del torneo. Nel 2019 fu ancora tra i convocati alla Coppa del Mondo in Giappone ma, al termine della manifestazione iridata, ritardando il ritorno il club biancoceleste decise di rescindergli il contratto.
Rimasto svincolato ricevette le offerte di numerose squadre europee ma ad inizio 2020 decise di ritornare a Glasgow. La seconda esperienza scozzese si rivelò di tenore completamente opposto alla prima, così a gennaio 2021 Ulster annunciò l'ingaggio del figiano al termine della stagione.

## Palmarès

### Rugby a 15
- Pro12: 1
Glasgow Warriors: 2014-15

### Rugby a 7
- Oro olimpico: 1
Figi: 2016